# Славгородська сільська рада
Сла́вгородська сільська́ ра́да — адміністративно-територіальна одиниця та орган місцевого самоврядування у Краснопільському районі Сумської області. Адміністративний центр — село Славгород.

## Загальні відомості
- Населення ради: 1 727 осіб (станом на 2001 рік)

## Населені пункти
Сільській раді підпорядковані населені пункти:
- с. Славгород
- с. Верхня Пожня
- с. Порозок

## Склад ради
Рада складається з 16 депутатів та голови.
- Голова ради: Сторожев Олександр Іванович
- Секретар ради: Борщ Ірина Іванівна

### Керівний склад попередніх скликань
| Прізвище, ім'я, по батькові | Основні відомості                                                 | Дата обрання | Дата звільнення |
| --------------------------- | ----------------------------------------------------------------- | ------------ | --------------- |
| Шарков Володимир Степанович | Сільський голова, 1953 року народження, освіта вища, безпартійний | 26.03.2006   | 31.10.2010      |
| Шарков Володимир Степанович | Сільський голова, 1953 року народження, освіта вища, безпартійний | 31.10.2010   | 16.12.2012      |
| Сторожев Олександр Іванович | Сільський голова, 1968 року народження, освіта вища, безпартійний | 16.12.2012   |                 |

Примітка: таблиця складена за даними сайту Верховної Ради України

### Депутати
За результатами місцевих виборів 2010 року депутатами ради стали:

#### За суб'єктами висування
| Суб'єкт висування | Кількість обраних депутатів | %    |
| ----------------- | --------------------------- | ---- |
| Самовисування     | 14                          | 87,5 |
| Народна партія    | 2                           | 12,5 |

#### За округами
| № округу       | Прізвище, ім'я, по батькові     | Дата визнання обраним | Освіта  | Партійна приналежність | Відомості про обраного депутата                                            |
| -------------- | ------------------------------- | --------------------- | ------- | ---------------------- | -------------------------------------------------------------------------- |
| Народна Партія |                                 |                       |         |                        |                                                                            |
| 4              | Сергієнко Наталія Володимирівна | 05.11.2010            | середня | позапартійна           | Славгородський сільська рада, секретар виконкому                           |
| 6              | Наумов Олександр Миколайович    | 05.11.2010            | середня | позапартійний          | Славгородська загальноосвітня школа І-ІІІ ст., завгосп                     |
| Самовисування  |                                 |                       |         |                        |                                                                            |
| 1              | Поддячева Віра Валентинівна     | 05.11.2010            | вища    | позапартійна           | фельдшерський пункт В.Пожня, завідувачка                                   |
| 2              | Кривошей Тетяна Миколаївна      | 05.11.2010            | вища    | член Партії регіонів   | приватне підприємство                                                      |
| 3              | Шатьорна Тетяна Василівна       | 05.11.2010            | вища    | позапартійна           | Славгородська амбулаторія загальної практики — сімейної медицини, акушерка |
| 5              | Борщ Ірина Іванівна             | 07.10.2012            | середня | позапартійна           | тимчасово не працює                                                        |
| 7              | Голубченко Федір Олексійович    | 05.11.2010            | середня | позапартійний          | Славгород СПК, старший пожежник                                            |
| 8              | Кузьменко Олександр Вікторович  | 05.11.2010            | середня | член Партії регіонів   | Славгородська загальноосвітня школа І-ІІІ ст., оператор газової котельні   |
| 9              | Сенчищев Анатолій Іванович      | 05.11.2010            | вища    | позапартійний          | тимчасово не працює                                                        |
| 10             | Ільченко Надія Василівна        | 05.11.2010            | середня | позапартійна           | приватне підприємство                                                      |
| 11             | Стома Микола Володимирович      | 05.11.2010            | вища    | позапартійний          | ТОВ «Родина», бригадир                                                     |
| 12             | Рожкова Наталія Іванівна        | 05.11.2010            | середня | член Партії регіонів   | Порозчанський дошкільний навчальний заклад, вихователь                     |
| 13             | Старков Віктор Іванович         | 05.11.2010            | вища    | позапартійний          | Солдатське лісництво, лісник                                               |
| 14             | Белявцева Ольга Іванівна        | 05.11.2010            | середня | позапартійна           | Краснопільський територіальний центр, соціальний працівник                 |
| 15             | Крутова Людмила Олександдівна   | 05.11.2010            | вища    | позапартійна           | Порозчанська загальноосвітня школа І-ІІІ ст., вчитель початкових класів    |
| 16             | Конев Тимур Іванович            | 05.11.2010            | середня | позапартійний          | В.Пожнянський будинок культури, директор                                   |